# Commissariat de l'Armée de terre
Pour les articles homonymes, voir CAT.
Le commissariat de l'Armée de terre (CAT) était un service de l'Armée de terre française chargé de l'administration générale, du soutien de l'homme et des finances. Il a été dissout le 31 décembre 2009. Le service du commissariat des armées a repris partiellement ses attributions au 1er janvier 2010.
Des services militaires ayant des compétences similaires existent ou ont existé dans d'autres armées latines : Espagne, Italie, Portugal, Argentine notamment.

## Histoire
Le service du CAT portait cette appellation depuis 1984 (dénommé intendance militaire de 1817 à 1984 — commissariat auparavant). Les appellations de commissariat, d'intendance, d'inspection aux revues, existent depuis le XIVe siècle

## Symbole
La feuille d’acanthe constitue le principal signe distinctif du corps des commissaires.
Motif intégré dans l’insigne général du CAT, on trouve l’origine de son symbole dans la Grèce antique. L’acanthe était l’ornement le plus caractéristique du chapiteau corinthien, inventé par le sculpteur Callimaque vers la fin du Ve siècle avant notre ère. L’idée de cet ornement lui aurait été inspirée par la vue d’une corbeille recouverte d’une tuile, placée sur la tombe d’une jeune Corinthienne et autour de laquelle des tiges et des feuilles d’acanthe s’enroulaient en volutes. Très vite, elle fait l’objet d’un engouement et devient la marque de l’élite intellectuelle, privilège de la société corinthienne, symbolisant l’art dans toute sa splendeur. Elle séduit de ce fait les premiers commissaire des guerres, hommes épris de culture. Ils s’y reconnaissent et la brodent sur leurs vêtements. Son dessin connut quelques évolutions. Si les costumes des premiers commissaires des guerres étaient ornés d’une feuille de style corinthien, l’acanthe actuelle, aux formes plus épineuses, a été adoptée sous le Second Empire. L’intendant militaire n’est plus, le Commissaire de l’armée de terre lui succède avec une mission plus étendue : administrer à tous les niveaux du commandement, depuis les services centraux jusqu’aux corps de troupe. Les deux ont en commun ce signe distinctif. Un jeune officier stagiaire, avant de quitter l’École supérieure de l’Intendance, avait ainsi écrit un poème qui a survécu au temps au sein du Commissariat :
« Lorsque tu déroulais, sous un ciel de lumière,
Volute de beauté, le dessin de ton pli,
Tu révélas au Grec, un chapiteau de pierre,
Pour un ordre nouveau, plus riche et plus fleuri.
Le poète découvre en ta ligne élégante,
La corne d’abondance, espoir d’un temps meilleur,
Et le symbole heureux d’une carrière ardente,
D’austère honnêteté et d’intègre labeur.
Noble feuille d’argent, aux corinthiens ravis,
Tu pares la légende et dévoiles pourtant
Qu’il sert avec foi, jusqu’au soir de sa vie,
L’officier qui reçoit l’insigne d’Intendant ».

## Recrutement
Les commissaires de l'Armée de terre, de l'air et de la Marine étaient les officiers chargés de l'administration générale et des soutiens communs de leur armée d'appartenance, et exerçaient leurs fonctions dans des domaines très variés : management, logistique, droit, finances, audit, ressources humaines…
À l'issue d'un concours unique, les lauréats (une trentaine chaque année) choisissaient leur armée et suivent une formation de deux années, en partie commune, en partie spécialisée par armée (à Montpellier pour l'Armée de terre, Lanvéoc pour la Marine ou Salon-de-Provence pour l'Armée de l'air selon l'armée qu'ils avaient choisie). Seul le concours de recrutement était commun, par la suite, les perspectives de carrière étaient très différentes d'une armée à l'autre, malgré un statut particulier commun. Dès leur sortie d'école, les commissaires occupaient des postes à responsabilités dans les armées, au sein des unités opérationnelles (régiments, navires, bases aériennes) et dans les services des commissariats, chargés du soutien administratif, juridique et financier de leur armée. Ils étaient donc amenés à servir en métropole mais aussi à l'étranger (notamment sur les théâtres d'opérations extérieures), au sein d'organisations internationales (ONU, OTAN…) et dans les départements et territoires d'outre-mer (Antilles-Guyane, Réunion, Pacifique notamment).

### Concours
Les commissaires de chacune des armées étaient essentiellement recrutés par un concours commun organisé de juin à août chaque année, et ouvert aux étudiants titulaires de l'un des diplômes donnant accès au concours externe d'entrée à l'ENA (bac + 3 minimum), âgés de moins de 25 ans au 1er janvier de l'année du concours.

### Commissaires de l'Armée de terre (corps d'officiers)

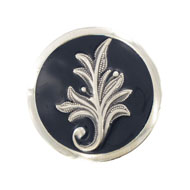
Insigne de collet des commissaires

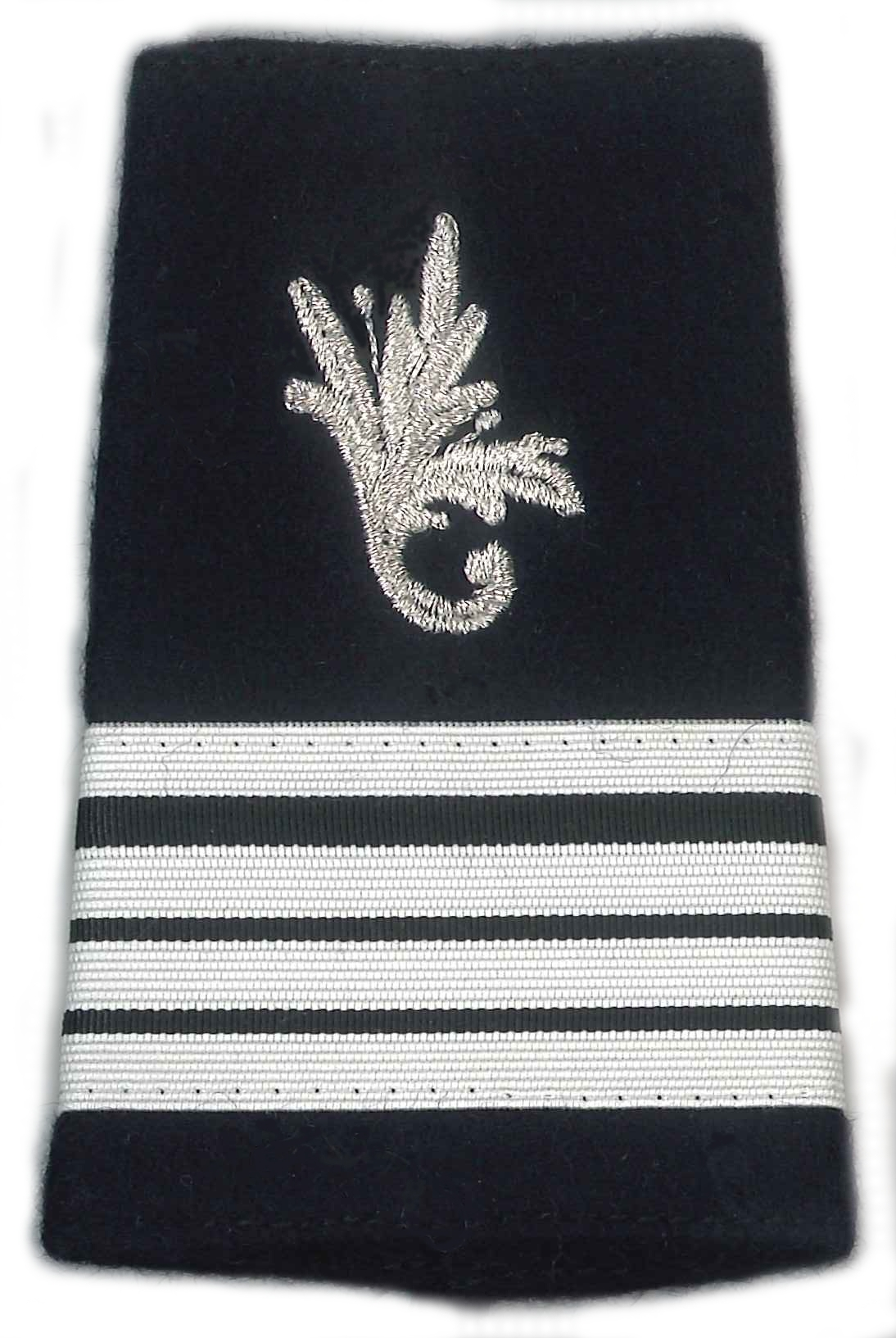
Grade de commissaire commandant de l'Armée de terre

Les commissaires de l'Armée de terre étaient uniquement des officiers (corps fusionné le 1er janvier 2013, ces grades n'existent plus) :
- commissaire général de corps d'armée (quatre étoiles dorées) CGCA ; cette distinction a été introduite par décret en 2008 mais n'a été mise en œuvre qu'en janvier 2010 ; ce grade est celui du directeur central du service du commissariat des armées, créé en 2010 ;
- commissaire général de division (trois étoiles dorées et non argentées), CGD.
- commissaire général de brigade (deux étoiles dorées, dirige en règle générale une direction régionale de son service), CGB.
- commissaire colonel, CCL.
- commissaire lieutenant-colonel, CLC.
- commissaire commandant, CCD ;Grade de commissaire commandant de l'Armée de terre.
- commissaire capitaine, CCN.
- commissaire lieutenant, CLT.
- commissaire sous-lieutenant, CSL.
- élève commissaire.

Le symbole représenté sur les galons des commissaires, ainsi que leur coiffe (bérêt ou képi) est une feuille d'acanthe

## Organisation
Une ex-direction centrale du commissariat de l'Armée de terre (DCCAT), basée à Rambouillet, dirigée par un commissaire général de division, dirigeait l'ensemble du service (avant qu'il ne soit dissous le 31 décembre 2009, lors de la création du service du commissariat des armées), comprenant également des directions régionales (une par région terre) et des services centraux ou déconcentrés. Sauf exception, chaque régiment ou formation administrative de l'Armée de terre, dans sa direction administrative et financière (DAF), disposait d'un commissaire (et parfois d'un adjoint au commissaire) (et ce depuis 1988). Ces fonctions ont été transférées depuis 2009 aux directions administratives et financières (DAF) des GSBdD.
Il existait cinq directions régionales déconcentrées :
- la direction régionale du commissariat de l'Armée de terre en région terre Nord-Ouest (DIRCAT en RTNO à Rennes) ;
- la DIRCAT en région terre Nord-Est (DIRCAT RTNE à Metz) ;
- la DIRCAT en région terre Sud-Ouest (DIRCAT RTSO à Bordeaux qui comprenait le commissariat de l'Armée de terre de Limoges) ;
- la DIRCAT en région terre Sud-Est (DIRCAT RTSE à Rillieux-la-Pape) ;
- la DIRCAT en région terre Île-de-France (à Saint-Germain-en-Laye).

Il existait cinq groupements logistiques dont la vocation était le soutien de l'homme en opérations extérieures :
- le 1er groupe logistique du CAT à Brétigny-sur-Orge ;
- le groupe de soutien logistique du CAT à Rennes (créé après la dissolution en 2006 du 2e GLCAT de Rennes);
- le GSLCAT à Marseille (idem pour le 3e GLCAT de Marseille) ;
- le 4e GLCAT à Toulouse ; il devient le régiment de soutien du combattant (RSC) le 28 juillet 2011 lorsque les derniers GLCAT sont dissous ; il est rattaché à l'arme du train (et en porte les attributs sur fond gris cendré) ;
- le 5e GLCAT à Essey-lès-Nancy (dissous en 2006).

Dans le cadre de la nouvelle politique de l'habillement deux ESCAT ont fait de la vente par correspondance (VPC CAT) Châtres (RTNE)et Bergerac (RTSO)
En outre, des services qui dépendent de leur direction régionale, étaient implantés dans les :
- Commissariat de l'Armée de terre (CAT) de Limoges ;
- Commissariat de l'armée de terre de Marseille ;
- Commissariat de l'Armée de terre de Strasbourg ;
- Commissariat de l'Armée de terre de Paris (stationné à Clignancourt) ;
- Commissariat de l'Armée de terre de Châlons-en-Champagne.

Les directeurs de ces services étaient institués ordonnateurs secondaires des dépenses et des recettes :
- le directeur régional du commissariat de l'Armée de terre de la région terre Nord-Ouest, à Rennes (Ille-et-Vilaine) ;
- le directeur régional du commissariat de l'Armée de terre de la région Nord-Est, à Metz (Moselle) ;
- le directeur du commissariat de l'armée de terre de Marseille (Bouches-du-Rhône) ;
- le directeur du commissariat de l'Armée de terre de Limoges (Haute-Vienne) ;
- le directeur du commissariat de l'Armée de terre de Lyon (Rhône) ;
- le directeur des commissariats d'outre-mer, à Papeete (Polynésie française) ;
- le directeur des commissariats d'outre-mer de Nouvelle-Calédonie, à Nouméa.

## Les promotions de commissaires de l'Armée de terre
Promotions
(I.G. vaut pour intendant général, I.M. pour intendant militaire, CSL pour commissaire sous-lieutenant) :	
- I- Cardinal-de-Richelieu, (président CSL Javoy), 1984
- II- Stendhal, (président CSL Bigot), 1985
- III- Colbert, (président CSL Serre), 1986
- IV- Duc-de-Choiseul, (présidente CSL Duffo)
- V- I.G.-Perrier, (président CSL Chastenet de Géry)
- VI- I.G.-Le Coguiec, (président CSL Jeulin)
- VII- I.G.-Adrian, (président CSL Benoist)
- VIII- Duc-de-Sully, (président CSL Gimpel)
- IX- I.G.-Daru, (président CSL Duron)
- X- Marquis-de-Louvois, (président CSL Herbin)
- XI- Maréchal-de-Saxe, (président CSL Tuset-Anrès)
- XII- I.G.-Baron-Deniée, (président CSL Audinet de Pieuchon)
- XIII- Lt Gal Comte-de-Saint-Germain, (président CSL Passemard)
- XIV- I.M. de 1re classe de-Guillebon, (président CSL Petitfaux)
- XV- I.G.-Blanquart-de-Bailleul, (président CSL Donneau)
- XVI- I.G.-Petiet, (président CSL Muzzolini)
- XVII- I.M. 1re classe Bunel, (président CSL Salah)
- XVIII- I.G.-Comte-de-Villemanzy, (président CSL Duvaquier)
- XIX- I.G.-Ducuing, (président CSL Negru)
- XX- I.G.-Grandclément, (président CSL Guillemot)
- XXI- I.G.-Durosoy, (président CSL Héritier)
- XXII- I.G.-Jouan-de-Kervenoaël, (président CSL Ponzevera)
- XXIII- I.G.-Bailly, (président CSL Laurent-Maitrier)
- XXIV- Commissaire ordonnateur Boinod, (président CSL Anquetil)
- XXV- I.G.-Gamet, (président CSL Ibert)
- XXVI-I.G. Lallier du Coudray, (président CSL Roux)

## À l'étranger

### Espagne
Un corps similaire aux ex-commissaires de l'Armée de terre existe au sein de l'Armée de terre espagnole. Un corps d'officier particulier, les intendants, existe au sein de chaque armée (terre, mer et air). Les grades vont de lieutenant à général de division. / Pour un positionnement de l'intendance au sein du personnel de l'Armée de terre, cliquer sur le lien.
Comme maintenant avec le corps des commissaires des armées, il existe un corps interarmées, le corps juridique militaire subordonné au ministre de la défense. Ils sont chargés des juridictions militaires et du conseil juridique. Une licence en droit est nécessaire pour postuler. Les grades vont de lieutenant à général de division. En France, il n'existe plus de juridiction spéciale (seulement un chambre spécialisée à Paris). Les conseillers juridiques dans l'Armée française peuvent être des officiers des armes ou des commissaires désignés conjointement par la direction des affaires juridiques et l'État-Major des armées. Le contentieux local était administré par une direction régionale ou locale du commissariat ou par une DICOM en opération, et à ce jour par les SLC (services locaux du contentieux) du service du commissariat des armées (SCA)  / Pour plus de détails sur El cuerpo juridico militar, cliquer sur le lien

### Italie
Il existe un service aux fonctions similaires en Italie : (Corpo di Amministrazione e Commissariato dell'Esercito) où ont été unifiés les différents services d'administration, de comptabilité, des subsistances et des marchés publics. C'est un service composé essentiellement d'officiers qui sont désormais recrutés par la voie directe (Accademia militare) après avoir fait longtemps l'objet d'un recrutement universitaire du type français (qui subsiste).

### Royaume-Uni
Le soutien administratif et financier est assuré par le personnel de l'Adjutant general's corps (AGC) detachment, un détachement de 20 militaires spécialistes au sein des bataillons (environ 700 personnes). L'équivalent du directeur administratif et financier en corps de troupe est le detachment commander. Ce soutien est projetable. L'équivalent du service du commissariat, le staff personnel support (SPS), représente 4 500 officiers et soldats. Ces services sont les héritiers des paymasters, officiers spécialistes chargés du paiement de la solde à la fin du XVIIIe siècle. On peut faire l'analogie avec le questeur au sein des armées romaines. Le service Army pay corps (APC) subordonné au paymasters a été dissous et intégré dans l'AGC en 1992. Les officiers servant dans ce corps suivent au préalable la scolarité commune à tous les officiers à l'académie militaire de Sandhurst. Ils se spécialisent par une courte scolarité (9 semaines) sur les procédures de soutien (gestion, ressources humaines, finances et comptabilité, procédure disciplinaire) dans un centre près de Winchester.